# Jebel Umm al-Dami
Il Jebal Umm al-Dāmī (in arabo جبل أم الدامي‎?) è la più alta montagna della Giordania con i suoi 1.854 metri s.l.m., secondo i dati della SRTM. 
Essa è situata presso la frontiera con l'Arabia Saudita, nel Governatorato giordano di Aqaba.